# Christian Hacker (Unternehmer)
Christian Hacker (* 1802 in Vestenberg; † 1882) war der Gründer der gleichnamigen Spielzeugfabrik in Nürnberg.

## Leben
Hacker wuchs in Nürnberg auf und eröffnete 1835 nach seiner Lehrzeit eine Spielwarenfabrik im Nürnberger Brunnengässchen. Hergestellt wurden Puppenstuben, Puppenküchen, Puppenhäuser, Wachen, Burgen, Kaufläden (Apotheken, Kramerläden, Putzläden, Bäckereien, Spielwarenläden, Korbläden u. a.), Waschhäuser, Pferdeställe, Lagerhäuser, Garagen, Autos, Eisenbahnen, Sommerspielzeug und andere Spielzeugartikel. Qualitativ und preislich hoben sich die Produkte von dem Holzspielzeug aus dem Erzgebirge ab.
Christian Hacker starb  1882, doch wurden die Werkstätten für feines Nürnberger Holzspielzeug Christian Hacker, deren Markenzeichen ein C und H unter einer Krone waren, unter diesem Namen bis 1928 weitergeführt.
1867 und 1900 erhielten Produkte der Firma auf den Weltausstellungen in Paris Goldmedaillen. Am 2. August 1928 meldete Frieda Höfler, die Tochter des letzten Inhabers, die Firma ab. Die Produktion war am 1. Oktober 1927 eingestellt worden.
Ein damals etwa 100 Jahre alter Kaufladen von Christian Hacker war auf dem Jahresplakat des Nürnberger Spielzeugmuseums 2005 zu sehen; er gehört zum Bestand des Museums.